# 마리오 카트: 쿠파의 도전장
마리오 카트: 쿠파의 도전장은 슈퍼 닌텐도 월드에서 가동하는 증강현실 다크 라이드이다. 유니버설 스튜디오 재팬, 유니버설 스튜디오 할리우드와 유니버설 에픽 유니버스에 설치돼있다.
닌텐도의 《마리오 카트》 비디오 게임 시리즈, 특히 《마리오 카트 8》에 기반했다.

## 역사
놀이기구에 대한 정보와 구조는 2019년부터 특허출원, 건설현장 사진 등을 통해 유출됐다.

## 놀이기구 정보

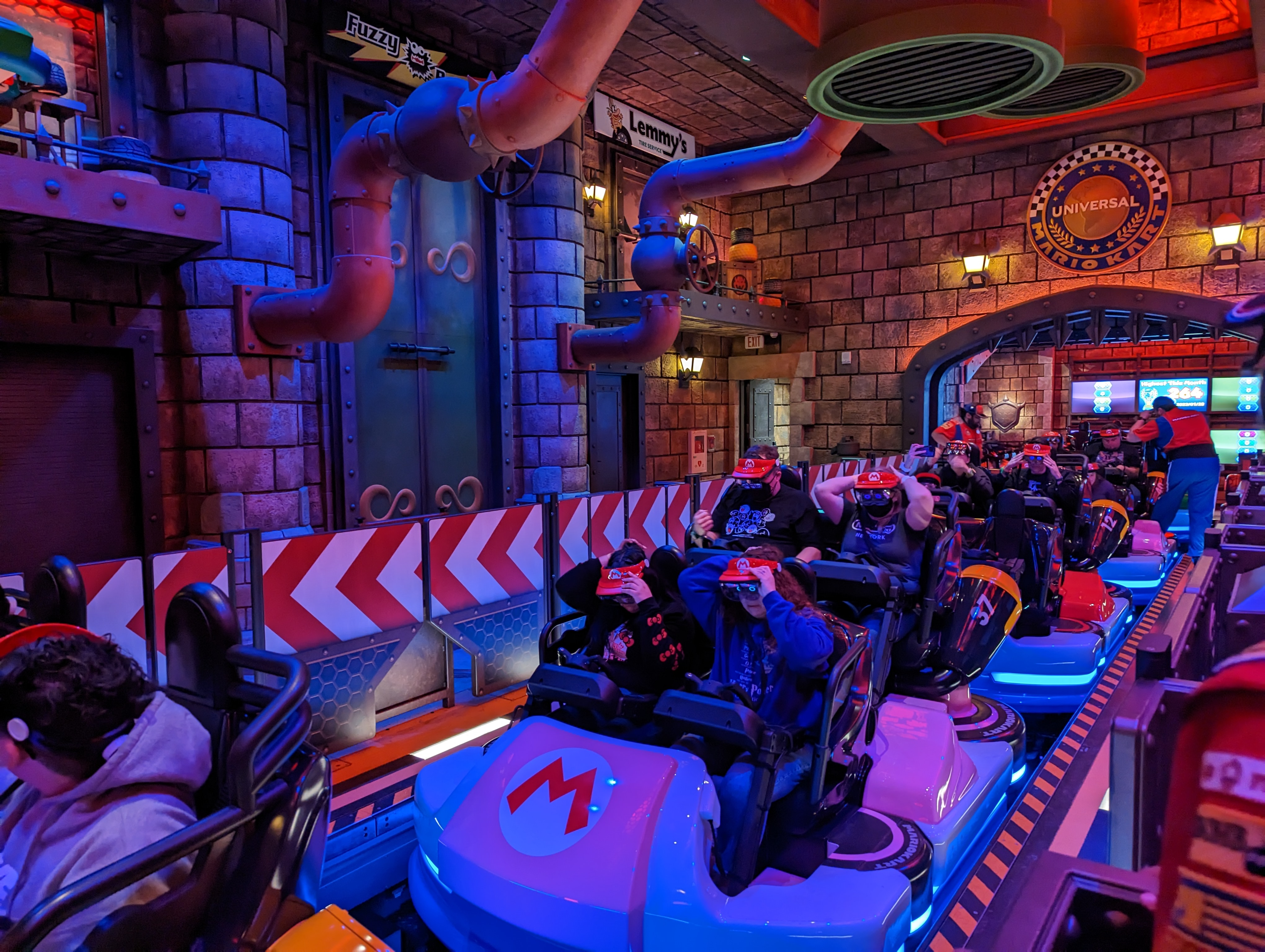
유니버설 스튜디오 할리우드 "쿠파의 도전장" 출발장 모습

### 대기줄
놀이기구의 외형과 대기줄은 쿠파 성 모양이다. 대기줄에서 밝혀지는 정보에서는 쿠파 팀(쿠파와 쿠파7인조)와 마리오 팀(마리오, 루이지, 피치, 데이지, 키노피오 및 요시)이 '유니버설 컵'에서 대결하는 내용을 이야기한다.

### 구조
출발 이후 이용자가 탑승한 카트는 한 모퉁이에서 증강현실상의 아이템 조준을 연습할 수 있다. 놀이기구 시작 후 이용자는 《마리오 카트 8》에 등장하는 서킷들을 주행한다. 등장 구역으로 N64 피치 서킷, GBA 마리오 서킷, 3DS 뻐끔 슬라이더, 돌핀 케이프, 비틀어진 맨션, 스카이 가든, Wii 이글이글 화산, 그리고 무지개 로드가 있다.

### 내용주
1. ↑  일본어: マリオカート 〜クッパの挑戦状〜
2. ↑  영어명은 마리오 카트: 바우저의 도전장(영어: Mario Kart: Bowser's Challenge)

### 참조주
1. ↑  Craddock, Ryan (2019년 7월 8일). “Rumour: Super Nintendo World Rides And Layout Potentially Revealed In "Leaked" Images”. 《Nintendo Life》 (영국 영어). 2022년 11월 21일에 원본 문서에서 보존된 문서. 2022년 11월 21일에 확인함.
2. ↑  “Mario Kart- Articles”. 《Orlando ParkStop》 (미국 영어). 2021년 2월 4일. 2022년 11월 22일에 원본 문서에서 보존된 문서. 2022년 11월 22일에 확인함.
3. ↑  Nilghe, Chris (2023년 1월 4일). “Mario Kart: Koopa's Challenge Review at Super Nintendo World”. 《TDR Explorer》 (미국 영어). 2023년 2월 1일에 원본 문서에서 보존된 문서. 2023년 2월 1일에 확인함.
4. ↑  Carpenter, Nicole (November 30, 2020). “Super Nintendo World theme park opens Feb. 4 — see the new Mario Kart ride”. 《Polygon》 (미국 영어). October  7, 2021에 원본 문서에서 보존된 문서. December 11, 2020에 확인함.